# Santa Ana Jilotzingo
Santa Ana Jilotzingo es una localidad mexicana situada en el municipio de Jilotzingo, en el estado de México. Según el censo de 2020, tiene una población de 998 habitantes.
Es la cabecera del municipio del mismo nombre.  
Está ubicada al nor - poniente de la Ciudad de México y en el centro del municipio. 